# Friedensstraße 208-210 (Mönchengladbach)

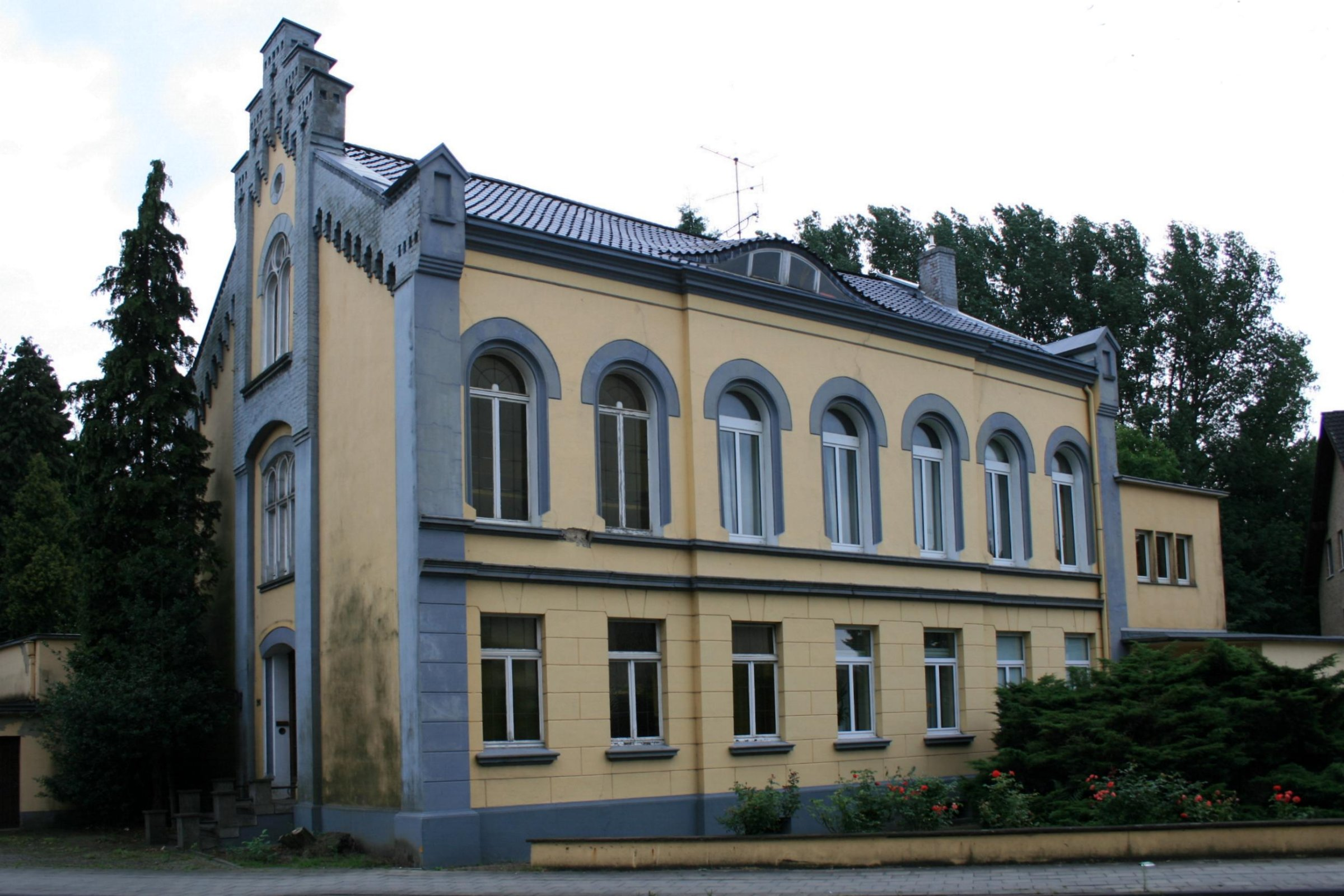
Wohnhaus (2010)

Das Wohnhaus Friedensstraße 208–210 steht im Stadtteil Rheydt in Mönchengladbach (Nordrhein-Westfalen).
Das Gebäude wurde 1880 erbaut. Es ist unter Nr. F 010 am 24. September 1985 in die Denkmalliste der Stadt Mönchengladbach eingetragen worden.

## Lage
Das Objekt liegt im oberen Teilbereich der Friedensstraße als letztes Gebäude vor der Einmündung in die Zoppenbroicher Straße.

## Architektur
Das Wohnhaus ist ein freistehender Putzbau auf längsrechteckigem Grundriss in zweigeschossiger Bauweise mit sieben Fensterachsen unter einem von einer Fledermausgaube durchbrochenen Satteldach. Das umgebende parkähnliche Gartengelände mit wertvollen altem Baumbestand erstreckt sich von der Friedensstraße bis an den Lauf der alten Niers und gehört zum Denkmalbestand. Eine verputzte Backsteinmauer von 1915 mit einer Tonziegelabdeckung friedet das Gartengelände ein und wird als Originalsubstanz des Objektes mit unter Schutz gestellt.